# Giorgio La Malfa
Giorgio La Malfa (Milano, 13 ottobre 1939) è un politico, economista e saggista italiano.
Figlio di Ugo La Malfa, dal 1972 al 2013 è stato al Parlamento per il Partito Repubblicano Italiano, ed europarlamentare per due legislature (1989-1991 e 1994-1999).
È stato ministro del bilancio e della programmazione economica fra il 1980 e il 1982 e ministro per le politiche comunitarie fra il 2005 e il 2006. È stato presidente della Commissione Industria, della Commissione Esteri e della Commissione Finanze della Camera dei deputati. È stato membro dell'assemblea parlamentare della NATO e vice presidente di essa nel 2012-2013.

## Biografia

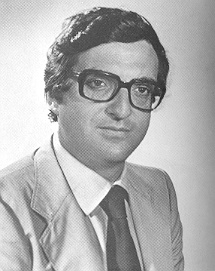
Giorgio La Malfa come deputato alla Camera

Nato a Milano nel 1939, figlio di Ugo La Malfa e di Orsola Corrado. Si laurea in giurisprudenza nel 1961 all'Università degli Studi di Pavia con il massimo dei voti e con lode. Fra il 1962 e il 1964 studia economia politica a Cambridge nel St John's College. Nel 1964 si laurea in economia.
Dal 1964 al 1966 svolge attività di ricerca presso il dipartimento di economia del Massachusetts Institute of Technology. Nel 1966 pubblica insieme con Franco Modigliani, professore al MIT e futuro premio Nobel dell'economia, un saggio sulla rivista Moneta e credito intitolato "Su alcuni aspetti della congiuntura e della politica monetaria italiana nell'ultimo quinquennio".
È stato professore ordinario di politica economica all'Università degli Studi di Catania.
Dirigente del Partito Repubblicano Italiano, il 12 settembre 1987 viene eletto segretario del partito dal Consiglio nazionale, subentrando a Giovanni Spadolini.
Nel 1991 La Malfa porta il PRI ad abbandonare il Pentapartito e lo colloca all'opposizione. Nelle elezioni politiche del 1992 il PRI ottiene il 4,4% dei voti, uno dei massimi risultati della storia del partito nel dopoguerra.
Si dimette da segretario del PRI nel 1993, quando ricevette il primo avviso di garanzia nell'ambito dell'inchiesta Mani Pulite. Rieletto segretario nel 1996, lascerà definitivamente la carica nel 2001. Nel 2013 al termine del XVI legislatura non si ricandida al Parlamento.
Nel 2015 è stato Visiting Fellow del Nuffield College di Oxford. Dal 2018 è presidente della Fondazione Ugo La Malfa. Scrive regolarmente su Il Mattino di Napoli e sul Quotidiano Nazionale. Collabora con la rivista Aspenia, la rivista dell'Aspen Institute Italia.
Ha sposato Daniela Lecaldano Sasso La Terza, scomparsa nel 2023.
Nel 2024 viene presidente della casa editrice Palingenia, specializzata nella pubblicazione di saggi e classici della letteratura dimenticati in edizioni di pregio.

## Procedimenti giudiziari
Il 13 giugno 1998 viene condannato in via definitiva nel processo Enimont, in cui aveva ammesso la propria colpevolezza, a 6 mesi e 20 giorni di reclusione.

## Opere principali
- G. La Malfa, Keynes l'eretico, Mondadori, Milano 2022.
- John Maynard Keynes, La teoria generale e altri scritti, a cura di G. La Malfa, Mondadori, Milano, 2018
- G. La Malfa, John Maynard Keynes, Feltrinelli, Milano, 2015;
- G. La Malfa, Cuccia ed il segreto di Mediobanca, Feltrinelli,  Milano, 2014;
- G. La Malfa, L'Europa in pericolo. La crisi dell'euro, Passigli, Firenze, 2011;
- G. La Malfa, L'Europa legata: i rischi dell'euro, Rizzoli, Milano, 2000;
- G. La Malfa, G. Turani, Le ragioni di una svolta, Sperling & Kupfler, Milano, 1992;
- E. Grilli, G. La Malfa, P. Savona, L'Italia al bivio, ristagno o sviluppo, Laterza, Roma-Bari, 1985;
- G. La Malfa, Le innovazioni nella teoria dello sviluppo, FrancoAngeli, Milano, 1970;